# Mampsisite
La mampsisite (simbolo IMA:Mmp) è un minerale del supergruppo dell'idrotalcite appartenente alla famiglia minerale degli "ossidi e idrossidi" con composizione chimica Ca4Al2(CO3)(OH)12 • 5(H2O).

## Etimologia e storia
La mampsisite è stata scoperta in Israele, nel bacino di Hatrium (deserto del Negev), che è anche la sua località tipo; il suo campione tipo è invece conservato presso l'Accademia russa delle scienze di Mosca, nel museo mineralogico "A.E. Fersman" col numero di catalogo 6061/1.

## Classificazione
Essendo stata approvata dall'Associazione Mineralogica Internazionale (IMA) nel 2023, la mampsisite non compare né nella Sistematica dei lapis (Lapis-Systematik) di Stefan Weiß (aggiornata fino al 2018), né nella classificazione dei minerali secondo Dana, né nella Classificazione Nickel-Strunz, aggiornata dall'IMA fino al 2009.
Nell'edizione successiva, chiamata Classificazione Strunz-mindat e proseguita dal database "mindat.org", la mampsisite viene elencata nella classe "4. Ossidi (idrossidi, V[5,6] vanadati, arseniti, antimoniti, bismutiti, solfiti, seleniti, telluriti, iodati)" e nella sottoclasse "4.F Idrossidi (senza V od U)"; questa viene ulteriormente suddivisa in base alle dimensioni dei cationi coinvolti, in modo che il minerale possa essere trovato nella sezione 4.FL Idrossidi con H2O ± (OH); strati di ottaedri che condividono uno spigolo", dove forma il sistema nº 4.FL.100 insieme alla carbocalumite.

## Abito cristallino
La mampsisite cristallizza nel sistema triclino nel gruppo spaziale P1 (gruppo nº 2) con i parametri reticolari a = 5,7834(2) Å, b = 9,9274(3) Å, c = 15,0972(4) Å, α = 87,198(2)°, β = 89,805(2)° e γ = 89,967(2)°.

## Origine e giacitura
La mampsisite è stata trovata in un solo sito noto, che è anche la sua località tipo, ossia circa a 2 km sud-est della "Hatrurim Junction" (strada nº 31), nel bacino di Hatrurim (deserto del Negev, Israele).